# فردی داویدسون
فردی داویدسون (انگلیسی: Freddie Davidson؛ زادهٔ ۲۶ مهٔ ۱۹۹۸) قایقران روئینگ اهل بریتانیا است.
وی در مسابقات کشوری و بین‌المللی در مجموع برندهٔ ۵ مدال طلا، ۱ مدال برنز شده است.